# Vanessa Ferrari
Vanessa Ferrari (ur. 10 listopada 1990 w Orzinuovi, Brescia), włoska gimnastyczka, mistrzyni świata i Europy w wieloboju w gimnastyce sportowej.

## Mistrzostwa Świata
| Mistrzostwa Świata | Miejsce   | Rok  | Konkurencja            | Rezultat  |
| ------------------ | --------- | ---- | ---------------------- | --------- |
| Århus 2006         | Århus     | 2006 | wielobój               | 1.miejsce |
| Århus 2006         | Århus     | 2006 | ćwiczenia wolne        | 3.miejsce |
| Århus 2006         | Århus     | 2006 | ćwiczenia na poręczach | 3.miejsce |
| Stuttgart 2007     | Stuttgart | 2007 | wielobój               | 3.miejsce |

## Mistrzostwa Europy
| Mistrzostwa Europy | Miejsce   | Rok  | Konkurencja     | Rezultat  |
| ------------------ | --------- | ---- | --------------- | --------- |
| Wolos 2006         | Wolos     | 2006 | wielobój druż.  | 1.miejsce |
| Wolos 2006         | Wolos     | 2006 | ćwiczenia wolne | 2.miejsce |
| Amsterdam 2007     | Amsterdam | 2007 | wielobój        | 1.miejsce |
| Amsterdam 2007     | Amsterdam | 2007 | ćwiczenia wolne | 1.miejsce |